# Baeza
Baeza è un comune spagnolo di 16.253 (2009) abitanti situato nella comunità autonoma dell'Andalusia.
La cittadina è associata dall'UNESCO a Úbeda come patrimonio dell'umanità per avere saputo entrambe conservare le caratteristiche di centri rinascimentali che si rifanno all'Umanesimo e Rinascimento italiano. È posta nella comarca de la Loma, non distante dal fiume Guadalquivir. 

## Storia

Francobollo che raffigura il palazzo di Jabalquinto

Baeza fu fondata dai Romani che la chiamarono Vivatia ed ebbe notevole splendore sotto i Visigoti, gli Arabi e dopo la scoperta dell'America. Baeza fece parte del regno Al-Andalus durante la dominazione araba della penisola Iberica. Fu riconquistata, dal re Ferdinando III di Castiglia nel 1227, divenendo un punto chiave per la riconquista dell’Andalusia; che si concluse con la presa di Granada nel 1492, sotto il regno di Isabella la cattolica. I suoi cittadini furono poi scelti per ripopolare Granada (nuova capitale del regno cristiano) installandosi nell'odierno quartiere (barrio) dell'Albayzín.

## Monumenti e luoghi d'interesse
Centro monumentale della vita della città è la Plaza del Ayuntamiento, sulla quale si affacciano l'Ayuntamiento (municipio) rinascimentale del 1559 e le rovine del Convento di san Francesco, rinascimentale del XVI secolo, che fu distrutto nel XIX secolo. Poco distante è la chiesa romanica di san Paolo, del Duecento. Su una vasta piazza, con al centro una fontana detta fuente de Santa María del 1564, sorge la Cattedrale, edificio gotico-rinascimentale, eretto fra il 1567 e il 1593 su una preesistente moschea. A fianco della cattedrale sorgono le Casas Consistoriales altas, in pietra scura del secolo XVI.
Il Palacio de Jabalquinto, grande costruzione dei secoli XV-XVI ospita il seminario di san Filippo Neri alla destra del quale c'è l'antica Università, oggi collegio, costruita nel 1595. Nei pressi c'è la chiesa della santa Croce, romanica del XII secolo. Nel Paseo dove convergono varie vie s'innalza la Torre dell'orologio, del Duecento, e poco distante la chiesa di sant'Andrea, gotica, eretta dal 1500 al 1520. La piazza del Popolo ha al centro la Fuente de los Leones, fontana con la statua romana forse della dea Cibele e intorno le Casas Consistoriales bajas e la casa del Pópulo entrambe del XVI secolo, la Carnicería, antico macello pubblico del 1548 e la Puerta del Pópulo, porta merlata del 1526.

## Amministrazione

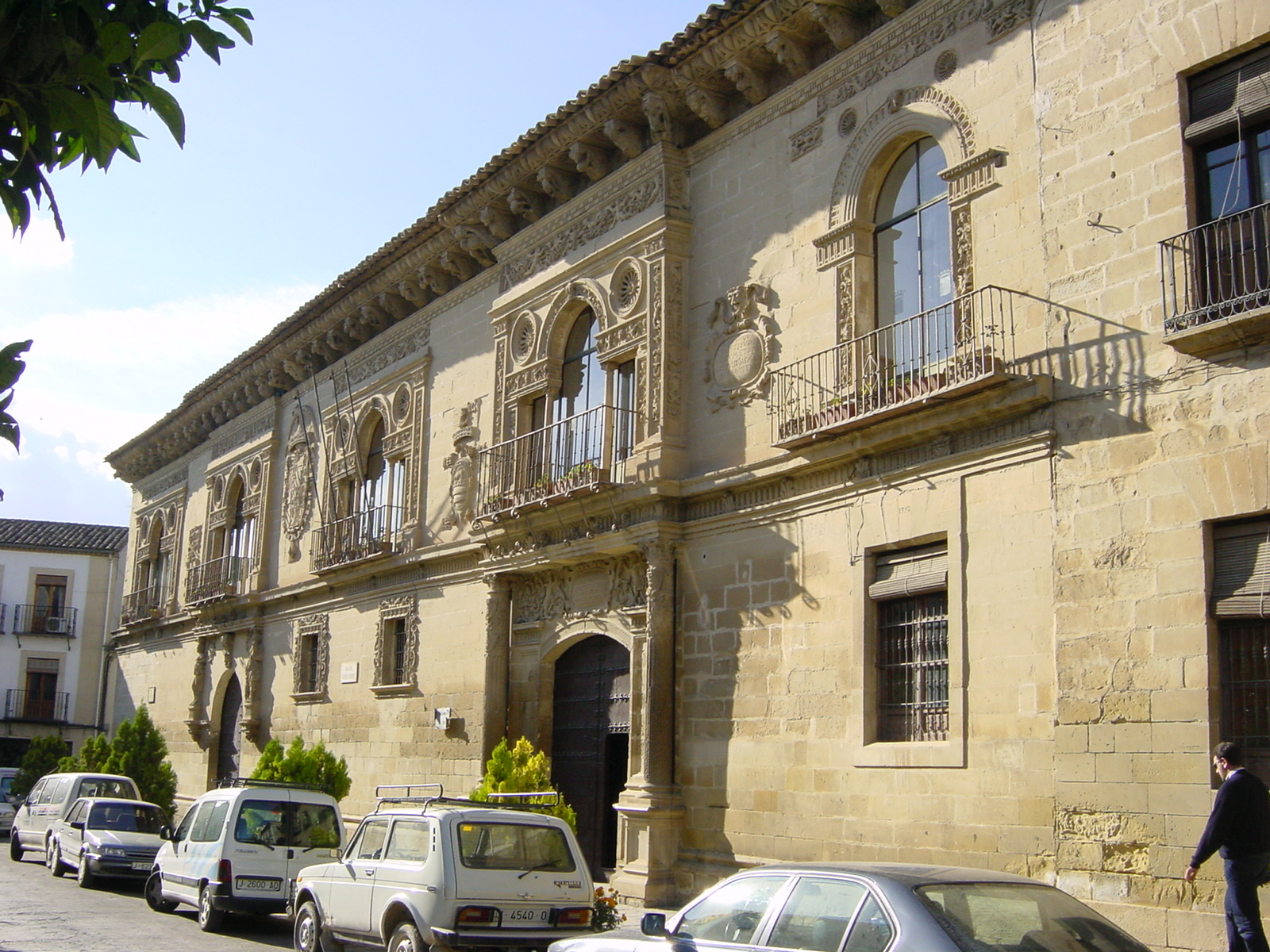
Il municipio